# Michail Jevstafjev

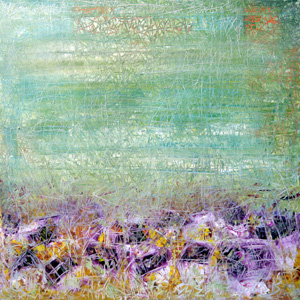
"Деревня под приснившимся небом" ("Dorp onder een droomlucht")

Michail Aleksandrovitsj Jevstafjev (Russisch: Михаил Александрович Евстафьев) (Moskou, 1963) is een Russisch artiest, fotograaf en schrijver. Zijn werk is te bezichtigen in het wereldwijde Allgemeines Kuenstlerlexikon.
Hij begon op jonge leeftijd met schilderen en fotograferen. In de jaren 80 van de 20e eeuw diende hij tijdens de Afghaanse Oorlog twee jaar als soldaat in Afghanistan en publiceerde hier later de roman Two Steps From Heaven over. Hij schreef ook over de oorlogen en gewapende conflicten in Bosnië, Georgië, Nagorno-Karabach, Tadzjikistan, Transnistrië en Tsjetsjenië.
Jevstafjev heeft zijn werk tentoongesteld in veel landen, waaronder China, Europa, Rusland en de Verenigde Staten. Zijn schilderijen en foto's hangen onder andere in het Huis voor Fotografie in Moskou en privécollecties in Frankrijk, Oostenrijk, Rusland, de Verenigde Staten en het Verenigd Koninkrijk. Zijn werk is verschenen in een aantal internationale tijdschriften en nieuwsbladen en werd gebruikt in een groot aantal boeken.